# ماجراهای هاکلبری فین (فیلم ۱۹۳۹)
ماجراهای هاکلبری فین (انگلیسی: The Adventures of Huckleberry Finn) فیلمی در ژانر درام به کارگردانی ریچارد تورپ است که در سال ۱۹۳۹ منتشر شد.

## بازیگران
- میکی رونی
- والتر کانلی
- رکس اینگرام
- کلارا بلندیک
- الیزابت ریسدون
- اروینگ بیکن
- مینور واتسون
- ارویل آلدرسون
- هری واتسون